# U-570 (tàu ngầm Đức)
U-570 là một tàu ngầm tấn công  Lớp Type VII thuộc phân lớp Type VIIC được Hải quân Đức Quốc Xã chế tạo trong Chiến tranh Thế giới thứ hai. Nhập biên chế năm 1941, nó chỉ thực hiện được một chuyến tuần tra duy nhất và bị Hải quân Hoàng gia Anh chiếm được vào ngày 27 tháng 8, 1941, thu được những thông tin tình báo có giá trị. Sau khi được nghiên cứu, con tàu được đưa trở lại phục vụ cùng Hải quân Anh như là chiếc HMS Graph (P715), và thực hiện được ba chuyến tuần tra, trở thành chiếc U-boat duy nhất phục vụ cho cả hai phía trong Thế Chiấn II. Nó ngừng hoạt động vào năm 1943, nhưng bị mắc cạn tại đảo Islay ngoài khơi bờ biển phía Tây Scotland khi được kéo đi tháo dỡ một năm sau đó.

## Thiết kế và chế tạo

### Thiết kế

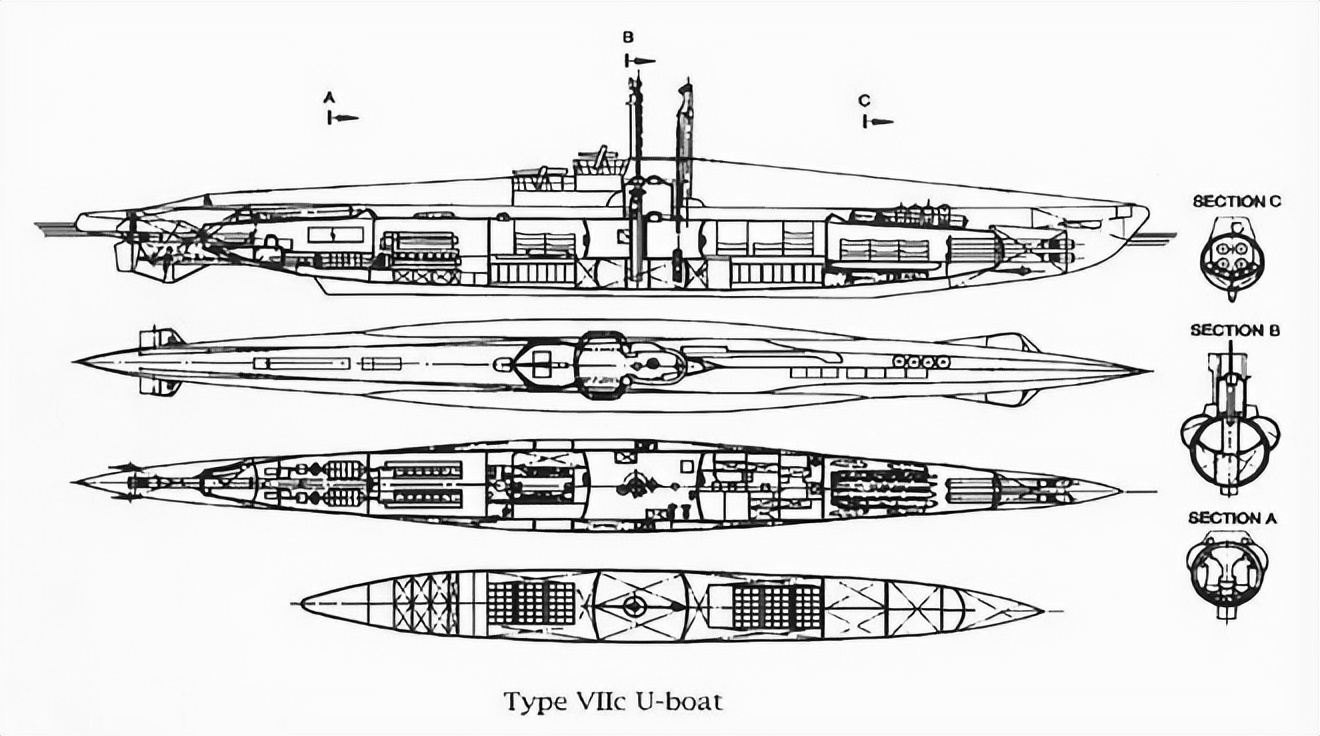
Sơ đồ các mặt cắt một tàu ngầm Type VIIC

Phân lớp VIIC của Tàu ngầm Type VII là một phiên bản VIIB được kéo dài thêm. Chúng có trọng lượng choán nước 769 t (757 tấn Anh) khi nổi và 871 t (857 tấn Anh) khi lặn). Con tàu có chiều dài chung 67,10 m (220 ft 2 in), lớp vỏ trong chịu áp lực dài 50,50 m (165 ft 8 in), mạn tàu rộng 6,20 m (20 ft 4 in), chiều cao 9,60 m (31 ft 6 in) và mớn nước 4,74 m (15 ft 7 in).
Chúng trang bị hai động cơ diesel Germaniawerft F46 siêu tăng áp 6-xy lanh 4 thì, tổng công suất 2.800–3.200 PS (2.100–2.400 kW; 2.800–3.200 bhp), dẫn động hai trục chân vịt đường kính 1,23 m (4,0 ft), cho phép đạt tốc độ tối đa 17,7 kn (32,8 km/h), và tầm hoạt động tối đa 8.500 nmi (15.700 km) khi đi tốc độ đường trường 10 kn (19 km/h). Khi đi ngầm dưới nước, chúng sử dụng hai động cơ/máy phát điện Garbe, Lahmeyer & Co. RP 137/c  tổng công suất 750 PS (550 kW; 740 shp). Tốc độ tối đa khi lặn là 7,6 kn (14,1 km/h), và tầm hoạt động 80 nmi (150 km) ở tốc độ 4 kn (7,4 km/h). Con tàu có khả năng lặn sâu đến 230 m (750 ft).
Vũ khí trang bị có năm ống phóng ngư lôi 53,3 cm (21 in), bao gồm bốn ống trước mũi và một ống phía đuôi, và mang theo tổng cộng 14 quả ngư lôi, hoặc tối đa 22 quả thủy lôi TMA, hoặc 33 quả TMB. Tàu ngầm Type VIIC bố trí một hải pháo 8,8 cm SK C/35 cùng một pháo phòng không 2 cm (0,79 in) trên boong tàu. Thủy thủ đoàn bao gồm 4 sĩ quan và 40-56 thủy thủ.

### Chế tạo
U-570 được đặt hàng vào ngày 24 tháng 10, 1939, và được đặt lườn tại xưởng tàu của hãng Blohm & Voss ở Hamburg vào ngày 21 tháng 5, 1940. Nó được hạ thủy vào ngày 20 tháng 3, 1941, và nhập biên chế cùng Hải quân Đức Quốc Xã vào ngày 15 tháng 5, 1941 dưới quyền chỉ huy của Hạm trưởng, Đại úy Hải quân Hans-Joachim Rahmlow.

## Lịch sử hoạt động

### U-570
U-570 tiến hành một loạt các chuyến đi thử nghiệm và huấn luyện trong biển Baltic, rồi chuyển sang vùng biển Na Uy và thực hiện các chuyến đi huấn luyện ngắn và thực hành phóng ngư lôi. Con tàu đi đến căn cứ Lofjord tại Trondheimsfjord (13 kilômét (7 nmi) về phía Bắc Trondheim) vào ngày 25 tháng 7.

#### Chuyến tuần tra
Vào cuối tháng 8, 1941, tình báo Hải quân Đức có được thông tin về việc tập trung một số lượng lớn tàu buôn Đồng Minh trong Bắc Đại Tây Dương về phía Nam Iceland, nên Đô đốc Karl Dönitz huy động 16 tàu U-boat đi đến khu vực này. U-570 nằm trong số đó, và nó khởi hành vào sáng ngày 24 tháng 8 cho chuyến tuần tra đầu tiên trong chiến tranh. Nó mang theo tiếp liệu đủ dùng trong bốn tuần lễ, có nhiệm vụ sẽ hoạt động tại khu vực phía Nam Iceland rồi đi đến căn cứ U-boat tại La Pallice thuộc La Rochelle, bên bờ biển Đại Tây Dương của Pháp đã bị Đức chiếm đóng.
Hạm trưởng của U-570, Đại úy Hans-Joachim Rahmlow, là một sĩ quan có kinh nghiệm, nhưng vừa mới chuyển sang chỉ huy U-boat sau khi từng là sĩ quan tác xạ và phòng thủ duyên hải. Ông từng chỉ huy tàu ngầm U-58, nhưng chưa thực hiện chuyến tuần tra nào trong chiến tranh. Tương tự, Hạm phó thứ nhất cũng chỉ tham gia lực lượng U-boat được vài tháng, và Hạm phó thứ hai lại càng ít kinh nghiệm hơn khi mới vừa được bổ nhiệm sĩ quan. Sĩ quan phòng máy là người duy nhất trong số bốn sĩ quan từng trải qua tuần tra tác chiến. Các hạ sĩ quan trên tàu đã có nhiều năm phục vụ, nhưng đa số thủy thủ là những người mới gia nhập hải quân và chỉ có vài tháng huấn luyện trên tàu ngầm. Tình trạng thủy thủ đoàn không có kinh nghiệm không phải là cá biệt với riêng U-570 vào lúc đó. Việc thẩm vấn thủy thủ đoàn chiếc tàu ngầm U-510, bị đánh chìm ngay trong chuyến tuần tra đầu tiên, cho thấy 41 trong số 48 thành viên lần đầu tham gia một chuyến tuần tra trong chiến tranh.

#### Bị chiếm
Trong phần lớn buổi sáng ngày 27 tháng 8, U-570 di chuyển ngầm dưới nước sau khi rời căn cứ được bốn ngày. Sáng sớm hôm đó, nó bị một máy bay ném bom Lockheed Hudson thuộc Liên đội 269 Không quân Hoàng gia Anh (RAF) xuất phát từ Kaldaðarnes, Iceland tấn công. Tuy nhiên giá mang bom của chiếc Hudson gặp trục trặc nên không thả được mìn sâu. U-570 trồi lên mặt nước tại tọa độ 62°15′B 18°35′T / 62,25°B 18,583°T lúc khoảng 10 giờ 50 phút, và ngay sau đó bị một máy bay Hudson khác cùng thuộc Liên đội 269 phát hiện. Chiếc Hudson này, do đích thân chỉ huy liên đội James Thompson, bay đến hiện trường sau khi nhận tin tức phát hiện một tàu ngầm U-boat. Đại úy Rahmlow, lúc đó có mặt trên cầu tàu, nghe thấy tiếng động cơ chiếc Hudson đang tiếp cận, nên ra lệnh lặn khẩn cấp. U-570 chưa chìm hoàn toàn xuống nước khi chiếc Hudson của Thompson đến nơi và thả bốn quả mìn sâu 250 lb (110 kg) tấn công.
U-570 nhanh chóng trở lên mặt nước và có khoảng 10 thủy thủ xuất hiện trên boong. Chiếc Hudson tiếp tục tấn công bằng hỏa lực súng máy, nhưng ngừng bắn sau khi thủy thủ trên chiếc U-boat vẫy một lá cờ trắng ra dấu đầu hàng. Các tù binh Đức sau này khai báo rằng các vụ nổ của mìn sâu đã hầu ngư làm lật nghiêng con tàu, gây mất điện, hỏng thiết bị, rò rỉ nước và ô nhiễm không khí trên tàu. Các thủy thủ không có kinh nghiệm cho rằng sự ô nhiễm là do khí chlorine bị rò rỉ từ ắc-quy nhiễm nước biển, nên các thủy thủ phòng máy đã hoảng loạn chạy ra phía trước để tránh ô nhiễm. Lẽ ra việc phục hồi nguồn điện để cung cấp cho động cơ và chiếu sáng có thể giải quyết được vấn đề, nhưng không còn ai ở lại phòng máy để làm việc đó. Chiếc tàu ngầm bất động dưới nước trong bóng tối, và Rahmlow tin rằng khí chlorine sẽ độc hại nếu ở lại dưới nước, nên quyết định trồi lên mặt biển. Hoàn cảnh biển động mạnh khiến các thủy thủ không thể vận hành các vũ khí phòng không trên boong, nên họ vẫy cờ trắng để ngăn một đợt tấn công khác bằng mìn sâu, mà không biết rằng chiếc Hudson đã thả hết số mìn sâu mà nó có.
Phần lớn thủy thủ của chiếc tàu ngầm đã ở trên boong tàu khi máy bay của Thompson lượn vòng chung quanh, giờ đây còn có thêm một chiếc Hudson thứ hai vốn đang trên đường từ Scotland đến Iceland nhưng đã tách khỏi lộ trình để đi đến trợ giúp. Một bức điện của Thompson yêu cầu trợ giúp đã huy động thêm được một thủy phi cơ Catalina PBY thuộc Liên đội 209 RAF xuất phát từ Reykjavík, Iceland; bay đến hiện trường ba giờ sau đó. Thủy thủ đoàn Đức báo cáo tình huống về Bộ chỉ huy Tàu ngầm Đức, phá hủy máy vô tuyến, đập vỡ máy Enigma rồi ném các bộ phận cùng các bảng mật mã xuống biển. Đô đốc Dönitz kể lại trong hồi ký của ông rằng ông đã ra lệnh cho các tàu U-boat khác trong khu vực đi đến trợ giúp cho U-570 sau khi nhận được báo cáo; U-82 đã hồi đáp, nhưng máy bay tuần tra Đồng Minh đã ngăn trở U-82 có thể tiếp cận U-570.

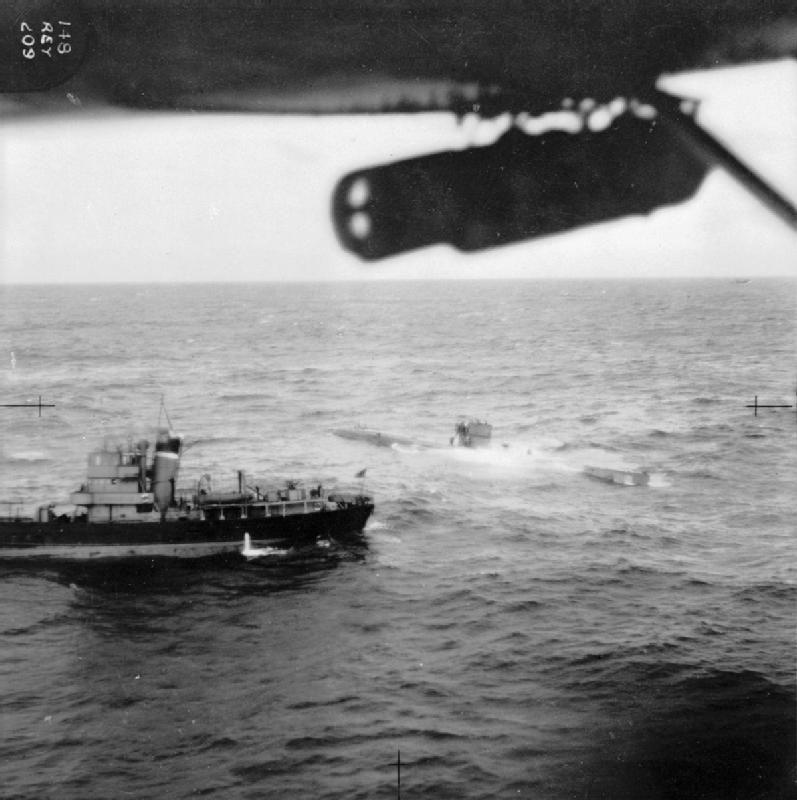
U-570 cùng một tàu đánh cá vũ trang của Hải quân Anh, ảnh chụp từ một thủy phi cơ Catalina

Bức điện của U-570 được gửi đi bằng bạch văn (không mã hóa) nên phía Anh đã chặn bắt được. Đô đốc Percy Noble, Tư lệnh Bộ chỉ huy Tiếp cận phía Tây, lập tức ra lệnh cho nhiều tàu chiến nhanh chóng đi đến hiện trường. Đến xế trưa, các chiếc Hudson buộc phải quay trở lại Iceland do đã cạn nhiên liệu. Chiếc Catalina, với khả năng tuần tra tầm xa, được lệnh canh chừng chiếc tàu ngầm cho đến khi tàu chiến Đồng Minh đi đến nơi. Nếu không có chiếc nào xuất hiện sau khi mặt trời lặn, chiếc máy bay sẽ ra lệnh cho thủy thủ U-570 bỏ tàu, rồi đánh chìm mục tiêu. Chiếc tàu đầu tiên đi đến hiện trường, tàu đánh cá vũ trang chống ngầm HMT Northern Chief, đi đến nơi lúc khoảng 22 giờ 00 sau khi được dẫn đường bởi pháo sáng thả từ chiếc Catalina. Sau đó chiếc thủy phi cơ quay trở về Iceland sau khi lượn vòng bên trên U-570 trong suốt 13 giờ.
Các thủy thủ Đức tiếp tục ở lại bên trên U-570 suốt đêm; họ không tìm cách đánh chìm chiếc U-boat vì Northern Chief đã gửi tín hiệu cảnh báo sẽ nổ súng và không cứu vớt những người sống sót nếu họ làm như vậy. Hạm trưởng của Northern Chief được lệnh ngăn ngừa chiếc tàu ngầm bị đánh chìm bằng mọi cách. Trong đêm có thêm năm tàu Đồng Minh đi đến hiện trường: tàu đánh cá vũ trang Kingston Agate, các tàu săn cá voi vũ trang HMS Wastwater và HMS Windermere, tàu khu trục Anh HMS Burwell, và tàu khu trục Canada HMCS Niagara.
Lúc bình minh, các bên bắt đầu trao đổi bằng tín hiệu đèn. U-570 liên tục yêu cầu được di tản khỏi tàu vì họ không thể tiếp tục ở lại trên tàu, nhưng phía Anh từ chối cho đến khi các thủy thủ Đức khắc phục được tình trạng ngập nước của chiếc U-boat, do lo sợ rằng phía Đức sẽ để mặc cho con tàu bị chìm sau khi họ được giải cứu. Tình hình càng thêm rắc rối khi một thủy phi cơ Northrop N-3PB thuộc Liên đội 330 Không quân Hoàng gia Na Uy xuất hiện. Không biết rằng chiếc tàu ngầm đã đầu hàng, nó tấn công U-570 bằng nhiều quả bom nhỏ và bắn phá Northern Chief, vốn đã chống trả. May mắn không có hư hại gì và Burwell ra lệnh cho chiếc máy bay rút lui qua vô tuyến.
Tình trạng thời tiết trở nên xấu hơn, nhiều nỗ lực nhằm nối một dây cáp kéo U-570 đêu thất bại. Cho rằng các thủy thủ Đức đã ngăn trở hoạt động này, hạm trưởng của Burwell S.R.J. Woods  ra lệnh bắn súng máy cảnh cáo, nhưng vô tình bắn trúng và làm bị thương nhẹ năm thủy thủ của U-570. Sau khi gặp nhiều khó khăn, Đại úy H.B. Campbell cùng ba thủy thủ của Kingston Agate đi sang chiếc tàu ngầm bằng bè cứu sinh. Sau cuộc tìm kiếm nhanh mà không thấy máy Enigma của chiếc U-boat, họ nối được một dây cáp để kéo rồi cho chuyển năm người bị thương cùng các sĩ quan của chiếc tàu ngầm sang chiếc Kingston Agate. Các thủy thủ còn lại được đưa lên tàu khu trục HMCS Niagara, vào lúc này đã áp sát bên mạn U-570.
Các con tàu bắt đầu di chuyển chậm về phía Iceland với U-570 được kéo đi, trong khi các máy bay Hudson và Catalina liên tục tuần tra trên không. Họ đi đến Þorlákshöfn vào sáng sớm ngày 29 tháng 8, nơi U-570 được cho mắc cạn bên bờ biển vì nó đã bị ngập nhiều nước vào bên trong tàu và có nguy cơ bị đắm.

#### Trục vớt và sửa chữa
Hai ngày sau, Đại úy George Robson Colvin, một hạm trưởng tàu ngầm người Anh cùng một nhóm hạ sĩ quan và chuyên viên kỹ thuật dân sự đi đến Þorlákshöfn để khảo sát U-570, vốn bị nghiêng nặng qua mạn phải. Họ phục hồi ánh sáng bên trong tàu và cho nó nổi trở lại trước khi kéo nó đến căn cứ hải quân Anh tại Hvalfjörður. Tại đây nó được cho cặp bên mạn chiếc tàu kho chứa HMS Hecla để sửa chữa, với mục tiêu có thể đi đến Anh bằng chính động lực của mình. Phía Anh khám phá rằng những hư hại gây ra bởi quả mìn sâu không quá nghiêm trọng, chỉ gây ra những lổ thủng trên các thùng dằn và một lổ thủng ở thùng nhiên liệu. Khoảng 1/3 số ắc-quy bị nứt vỡ và mũi tàu bị hư hại; nước tràn vào bên trong tàu qua một van bị hư hại bởi các vụ nổ và qua các đồng hồ đo bị vỡ kính. Những hư hại khác đều là nhẹ và không có chứng cứ về việc khí chlorine bị rò rỉ. Một thủy thủ đoàn có kinh nghiệm sẽ nhanh chóng thực hiện những sửa chữa tạm thời, giúp con tàu tiếp tục lặn dưới nước và có thể tránh bị không kích.
Sau khi đầu hàng, thủy thủ đoàn Đức đã cố gắng phá hủy những thiết bị mật. Tuy nhiên ngoại trừ máy vô tuyến và máy tính điều khiển hỏa lực ngư lôi, các thiết bị khác chỉ bị hư hại nhẹ. Ngoài ra các tài liệu mật đã không bị tiêu hủy; bản sao của các bức địện mã hóa và bản bạch văn bằng tiếng Đức tương ứng được tìm thấy, vốn hữu ích cho những nỗ lực giải mã máy Enigma của phía Anh. Một tài liệu khác rất có giá trị là sổ tay của hạm trưởng, cung cấp chi tiết và ý nghĩa của các bức địện mã hóa. Phía Anh, vốn không quen thuộc với những quy trình của Hải quân Đức, thường thấy khó hiểu đối với những thông tin trao đổi của đối thủ ngay cả khi đã được giải mã.
U-570 trải qua ba tuần lễ tại Hvalfjörður, được sửa chữa và thực hiện những chuyến đi ngắn nhằm thử nghiệm động cơ và hệ thống lái. Từ ngày 23 đến ngày 26 tháng 9, con tàu được hai sĩ quan Hải quân Hoa Kỳ, vốn được gửi từ Anh đến Iceland, xem xét tỉ mỉ. Một quả ngư lôi G7a được tháo dỡ khỏi tàu để chuyển giao cho Hải quân Hoa Kỳ, và sau đó được đưa về Hoa Kỳ để nghiên cứu.

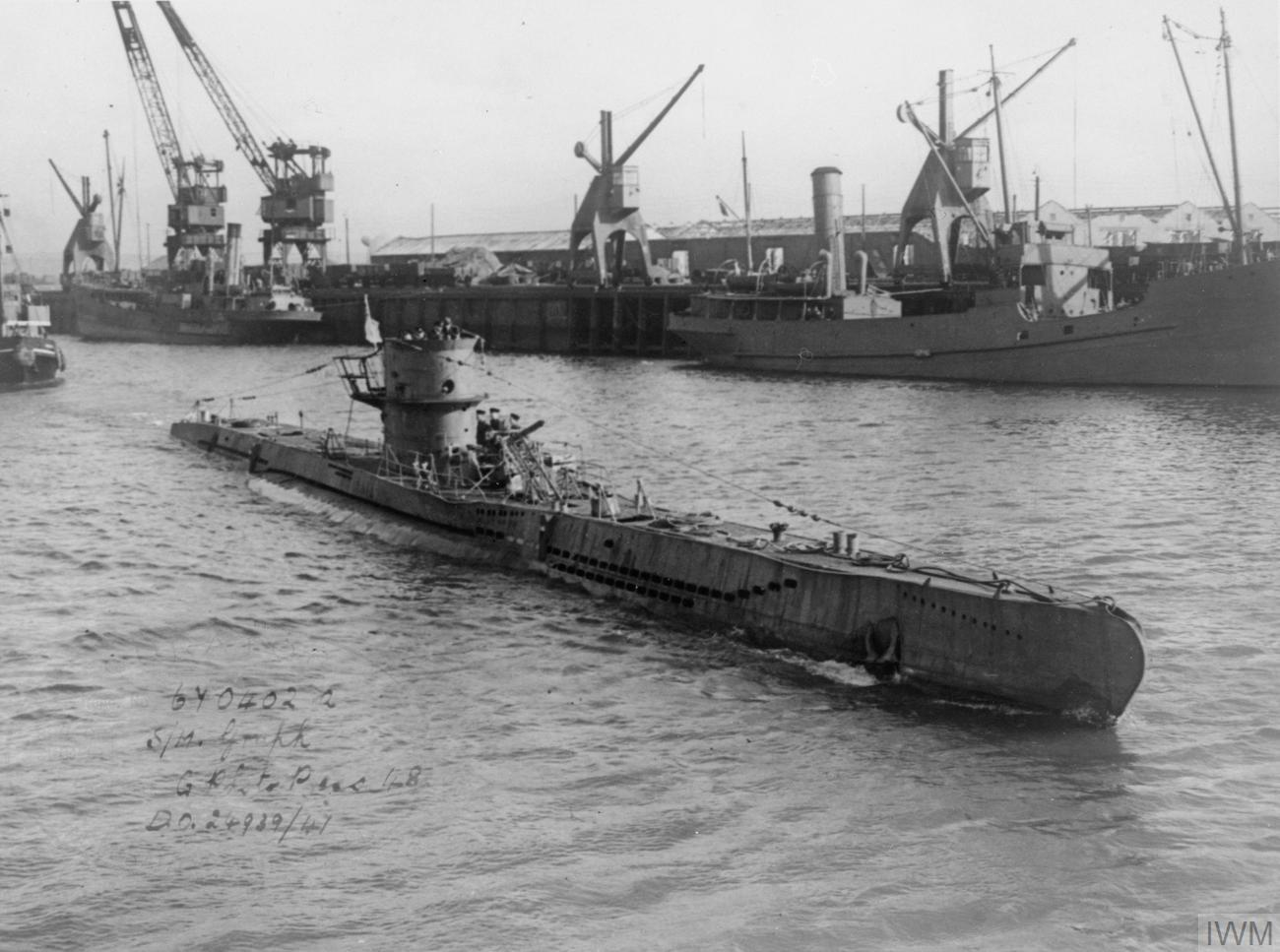
U-570 đi đến cảng Barrow-in-Furness, 3 tháng 10, 1941

Được vận hành bởi một kíp thủy thủ người Anh dưới quyền chỉ huy của Đại úy Colvin, U-570 lên đường vào ngày 29 tháng 9 để hướng đến Anh. Được các tàu khu trục HMS Saladin và tàu đánh cá vũ trang HMS Kingston Agate hộ tống, chiếc tàu ngầm chỉ có thể di chuyển trên mặt nước vì các bánh lái lặn đã bị hư hại khi mắc cạn. Khi nó đi đến cảng Barrow-in-Furness vào ngày 3 tháng 10, sự kiện được giới truyền thông công bố rộng rãi. Việc chiếm giữ các tàu U-boat khác, như trường hợp chiếc U-110 vốn bị đắm lúc đang được kéo đi, đã được giữ bị mật nhằm giữ kín việc tịch thu được các bảng mật mã và máy Enigma. Tình trạng của U-570 đã được báo cáo đến Bộ chỉ huy Tối cao Đức; ngoài ra nhiều máy bay, tàu chiến và nhân sự có liên quan đến việc chiếm giữ nên rất khó để che dấu được thông tin này.
U-570 được đưa vào một ụ tàu tại xưởng tàu Vickers tại Barrow. Việc sửa chữa rất phúc tạp do mũi tàu bị biến dạng bởi vụ nổ của mìn sâu, làm kẹt bốn quả ngư lôi điện bên trong các ống phóng. Hai sĩ quan thuộc Phòng khảo sát Ngư lôi và Thủy lôi Hải quân Hoàng gia được phái đến giúp đỡ việc tháo dỡ chúng. Xưởng tàu được sơ tán trong khi một công nhân tình nguyện tháo rời quả ngư lôi bằng hàn gió đá dưới sự giám sát của các sĩ quan; sau đó Đại úy Martin Johnson trực tiếp tháo kíp nổ từ đã được kích hoạt. Đại úy Martin Johnson được tặng thưởng Huân chương George sau khi hoàn thành nhiệm vụ vô cùng nguy hiểm này. Thiếu tá Thompson cùng các trung úy John Coleman và Edward Jewiss thuộc đội bay của chiếc Catalina cùng được tặng thưởng Huân chương Chữ thập bay Dũng cảm. Henry L'Estrange, hạm trưởng tàu đánh cá vũ trang HMS Kingston Agate cũng được trao tặng Huân chương Chữ thập Phục vụ Dũng cảm. 

#### Phản ứng từ phía Đức
Ban đầu, Bộ Tổng chỉ huy U-boat Đức chỉ biết được tình hình của U-570 qua bức điện vô tuyến sau cùng, cho biết nó bị không kích và không thể lặn; họ chỉ biết được tình hình thực sự sau khi báo chí Anh đưa tin. Hải quân Đức quan tâm đến độ bảo mật của hệ thống thông tin liên lạc; và trong báo cáo của mình, Phó đô đốc Erhard Maertens đứng đầu ngành Tình báo Hải quân, cho rằng trong tình huống xấu nhất phía Anh có thể lấy được bảng mật mã của U-570 cùng mật khẩu theo trí nhớ của Rahmlow, thông tin mật có thể bị tiết lộ cho đến khi máy Enigma có bảng mã mới vào tháng 11. Tuy nhiên Maertens cho rằng tình huống này khó có thể xảy ra, ông tin rằng thủy thủ đoàn Đức đã tiêu hủy mọi tài liệu mật, và mật khẩu sẽ giúp bảo vệ không bị đối phương giải mã.
Trong thực tế các nhà giải mật mã Anh tại Bletchley Park nhận thấy mật khẩu bổ sung hầu như không có tác dụng. Thủy thủ đoàn của U-570 trong thực tế đã phá hủy máy Enigma và bảng mật mã, nhưng phía Đức không biết rằng Hải quân Anh đã tịch thu được các tài liệu mật khi chiếm chiếc U-110, nên đã giải được mật mã Đức từ tháng 6, 1941. Phía Anh chỉ gặp rắc rối vào tháng 2, 1942, khi họ không thể giải được bảng mã mới của máy Enigma trong suốt mười tháng, trong giai đoạn được mệnh danh "Shark Blackout".
Ngoài Rahmlow, các sĩ quan khác của U-570 được đưa đến một trại tù binh dành cho sĩ quan tại Grizedale Hall, Cumbria. Nơi đây được phía Anh đặt tên lóng U-boat Hotel, vì trong giai đoạn đầu của chiến tranh, đa số tù binh là sĩ quan hải quân từ các tàu U-boat bị đánh chìm. Tại đây một Tòa án Danh dự do các tù binh Đức khác bao gồm Trung tá Hải quân Otto Kretschmer tụ họp, đã xét xử  Rahmlow (vắng mặt) cùng các sĩ quan khác của U-570. Rahmlow cùng với hạm phó thứ nhất Bernhard Berndt bị kết tội hèn nhất, trong khi hai sĩ quan khác được tuyên vô tội. Trong đêm 18/19 tháng 10, Berndt đào thoát khỏi trại giam, nhưng bị linh canh bảo vệ bắn chết.
Căn cứ theo một số nguồn, Berndt bỏ trốn khỏi trại tù binh với ý định đi đến nơi neo đậu của U-570 tại Barrow chỉ cách đó 22 mi (35 km) nhằm tìm cách phá hủy con tàu. Nguồn khác cho rằng Berndt buộc phải thực hiện việc đào tẩu do áp lực của một nhóm sĩ quan cao cấp Đức, vốn đã đưa ra những đối xử khắc nghiệt với những ai có quan điểm chống Quốc xã hay hợp tác với phía Anh; và Berndt chỉ đơn thuần chạy trốn khỏi lính bảo vệ khi biết rằng mình được đưa trở lại Grizedale Hall, và bị bắn chết sau khi bỏ qua những phát bắn cảnh cáo. Phía Anh sau đó đưa Rahmlow đến một trại giam giữ tù binh Lục quân và Không quân Đức để tránh những sự kiện tương tự.
Bộ Tổng chỉ huy U-boat Đức thừa nhận việc U-570 bị mất một phần là do thủy thủ đoàn thiếu kinh nghiệm và không được huấn luyện đầy đủ. Vào giai đoạn đầu của chiến tranh, chương trình huấn luyện cho thủy thủ đoàn của U-boat đã bị cắt giảm từ ba xuống còn hai tháng. Sự kiện này, cộng với việc tổn thất của U-boat ngày càng tăng cao, bao gồm nhiều chiếc bị mất ngay trong chuyến tuần tra đầu tiên, đã buộc Hải quân Đức phải dành thêm nhiều nguồn lực cho công việc đào tạo huấn luyện. Ngoài ra, họ cũng giải tán các nhóm thủy thủ đoàn kỳ cựu để phân tán họ khắp các chi hạm đội. Nhờ đó thủy thủ đoàn các tàu U-boat mới biên chế bao gồm một nhóm thủy thủ nòng cốt lâu năm nhiều kinh nghiệm.
Nhiều tháng sau đó, Bộ Tổng chỉ huy U-boat Đức vẫn còn quan tâm về số phận của bảng mật mã của U-570. Một loạt các thông điệp được mã hóa ẩn dấu bên trong thư tín cá nhân thông thường được gửi đến Otto Kretschmer yêu cầu báo cáo về vấn đề này. Tuy nhiên họ không biết rằng cơ quan phản gián Đồng Minh đã biết đến kênh thông tin đến các tù binh Đức này.

### HMSGraph

Một số thủy thủ Anh của Graph đang ăn bữa tối trong phòng ngư lôi phía trước, trong chuyến đi chạy thử máy vào tháng 2, 1942

Số phận của chiếc tàu ngầm không được xác định ngay lập tức. Winston Churchill dự định chuyển giao nó cho phía Hoa Kỳ để sửa chữa nhằm mục đích tuyên truyền, đồng thời cũng muốn củng cố mối quan hệ với Hoa Kỳ, vốn còn đang ở vị thế trung lập trong Trận Đại Tây Dương đang diễn ra. Phía Hoa Kỳ cũng háo hức có được con tàu, nhưng Hải quân Hoàng gia đã phản đối ý định này, cũng như một ý định khác của Churchill muốn sử dụng con tàu trong Địa Trung Hải với một thủy thủ đoàn người Nam Tư. Thay vào đó, nó nhập biên chế cùng Hải quân Hoàng gia như là chiếc HMS Graph (P715) vào ngày 5 tháng 10, 1941. Tên được đặt bắt đầu với ký tự G để chỉ "German", cho thấy đó là một con tàu chiếm được, đồng thời cũng là một cách chơi chữ đồng âm với "Graf" (tiếng Đức: bá tước).

#### Chạy thử máy

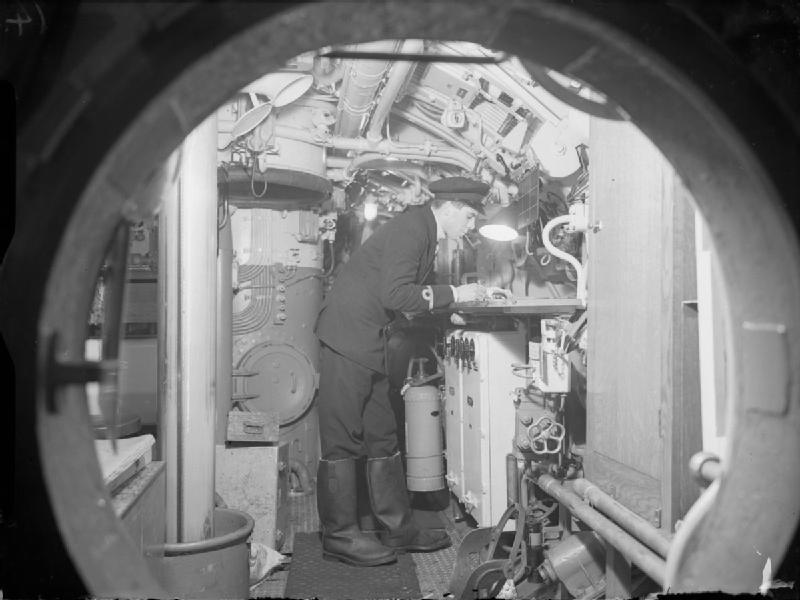
Một sĩ quan Hải quân Hoàng gia làm việc với hải đồ trong phòng điều khiển của HMS Graph, tháng 2, 1942

Sau khi chiếc tàu ngầm đủ khả năng hoạt động trở lại, nó tham gia nhiều chuyến đi thử nghiệm nhằm tìm hiểu tính năng hoạt động. Thậm chí các ống nhòm Zeiss tìm thấy trên tàu cũng được thử nghiệm cẩn thận. Độ lặn sâu an toàn tối đa của Graph được phát hiện đến 230 m (750 ft), sâu hơn đáng kể so với dự đoán của phía Anh đối với lớp tàu U-boat Type VII. Vào lúc đó, mìn sâu của Hải quân Anh chỉ có thể cài đặt tối đa cho đến 170 m (560 ft), nên tàu ngầm Đức có thể lặn sâu hơn và dễ dàng lẫn tránh. Mìn sâu lập tức được cải tiến để khắc phục nhược điểm này. Đặc tính âm học và từ trường của con tàu cũng được các cơ sở nghiên cứu khác nhau của Hải quân Anh nghiên cứu.
Các chuyên gia kỹ thuật Đồng Minh khảo sát Graph đã đánh giá cao thiết kế và chế tạo của Type VII. Động cơ phụ của Graph được đặt trên các gối cao su nhằm giảm sự lan truyền âm thanh đến lườn tàu, giúp nó tàng hình tốt hơn. Họ cũng đã đánh giá cao kính tiềm vọng do hãng Carl Zeiss AG sản xuất. Các sĩ quan Hoa Kỳ tiến hành khảo sát sơ bộ tại Iceland thậm chí đề nghị nhanh chóng sao chép thiết kế này để sử dụng trên tàu ngầm Hoa Kỳ. Thiết bị âm thanh dưới nước của nó bao gồm một loạt cảm biến dò âm dưới nước tốt hơn hẵn so với thiết bị tương đương của Anh. Phê phán chính yếu đối với con tàu là chỗ ở chật chội dành cho thủy thủ đoàn trên tàu, làm giảm hiệu suất của họ trong các chuyến đi dài ngày.
Vào giữa năm 1942, Graph lại được Hải quân Hoa Kỳ khảo sát cẩn thận, vì họ đang quan tâm đến một thiết kế tàu ngầm nhỏ hơn, có kích thước tương đương với Type VII, với chiều dài khoảng 2/3 và một nữa trọng lượng choán nước so với  tàu ngầm lớp Gato, vốn đang là cột trụ của hạm đội tàu ngầm Hoa Kỳ. Graph tỏ ra có nhiều ưu điểm so với hai chiếc  tàu ngầm lớp Mackerel thử nghiệm hiện có của họ. Tuy nhiên cuối cùng dự án này bị hủy bỏ.
Các bản sao lườn tàu áp lực Graph kích thước thật được chế tạo và sử dụng từ giữa năm 1942 trong những thử nghiệm dưới nước nhằm thiết kế các kiểu bom chống tàu ngầm mới. Trong một dự án bí mật khác của Anh, Graph được dùng là hình mẫu để chế tạo ba mô hình kích thước thật mô phỏng phòng điều khiển, phòng ăn và phòng điện báo của một tàu ngầm Type VII. Chúng được sử dụng để huấn luyện các đội đặc nhiệm trong việc xâm nhập chiếm tàu U-boat, nhanh chóng vô hiệu các phương thức đánh đắm tàu cũng như tim kiếm máy mật mã và tài liệu mật.

#### Các chuyến tuần tra

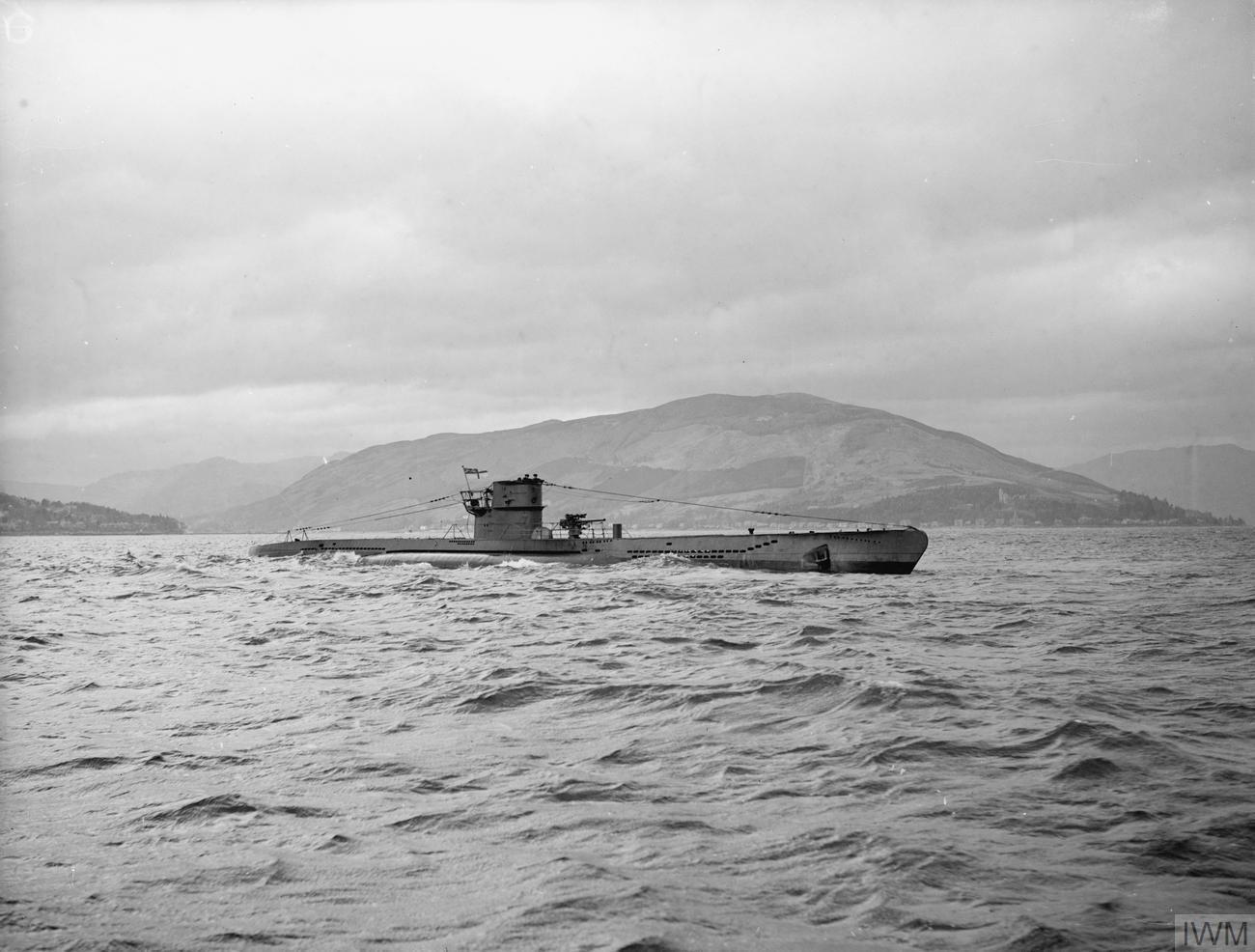
HMS Graph tại Holy Loch, Scotland, được sử dụng như một tàu huấn luyện, 20 tháng 4 năm 1943)

Sau khi hoàn tất các chuyến đi thử nghiệm dưới sự chỉ đạo của Thiếu tá E.D. Norman, Graph được đặt quyền chỉ huy của Đại úy Peter Barnsley Marriott, vốn đã hỗ trợ hoạt động thử nghiệm. Con tàu rời Holy Loch vào ngày 8 tháng 10, 1942 cho chuyến tuần tra đầu tiên trong biên chế Hải quân Hoàng gia, dự định sẽ hoạt động tại khu vực vịnh Biscay.
Vào xế trưa ngày 21 tháng 10, 1942, ở vị trí khoảng 50 nmi (90 km) về phía Đông Bắc Ortegal, Tây Ban Nha, Graph phải lặn khẩn cấp để né tránh một máy bay tuần tra tầm xa Focke-Wulf Fw 200. Sau đó nó dò được tín hiệu âm thanh của một tàu ngầm ở gần đó, và chỉ 12 phút sau đó đã nhìn thấy tháp chỉ huy một tàu ngầm. Graph truy đuổi theo mục tiêu trước khi phóng một loạt bốn quả ngư lôi, và nghe thấy các vụ nổ cùng những âm thanh va đập nên tin rằng đã đánh chìm được một tàu ngầm đối phương. Vào đầu năm 1943, Đại úy Marriott được tặng thưởng Huân chương Phục vụ Dũng cảm do thành tích này.
Phân tích tài liệu thu được của Hải quân Đức sau chiến tranh cho biết chiếc tàu ngầm Đức bị tấn công là U-333, vốn đã bị hư hại nặng sau khi bị tàu corvette HMS Crocus của Anh húc phải ngoài khơi bờ biển Tây Phi. Trinh sát viên trên cầu tàu đã phát hiện các quả ngư lôi đang tiến tới, cho phép U-333 cơ động né tránh; các quả ngư lôi sau đó bị kích nổ mà không rõ nguyên nhân. Theo lời của Thiếu tá Peter-Erich Cremer hạm trưởng của U-333, những âm thanh lạch cạch và va đập mà Graph nghe thấy có thể do những hư hại mà U-333 phải chịu đựng trước đó. U-333 quay trở về căn cứ tại bờ biển Đại Tây Dương của Pháp men theo bờ biển Tây Ban Nha, một lộ trình được các tàu U-boat khác thường xuyên sử dụng.
Chuyến tuần tra thứ hai của Graph cũng được tiến hành trong vịnh Biscay từ ngày 19 tháng 11 đến ngày 8 tháng 12. Nó được lệnh truy tìm chiếc tàu chở hàng Ý Cortellazzo, đang băng qua vịnh Biscay trong hành trình từ Bordeaux đi sang Nhật Bản, và được biết đang vận chuyển 2.000 tấn máy móc. Tuy nhiên Graph đã không tìm thấy mục tiêu và cũng không gặp sự kiện gì khác. Cortellazzo bị tàu khu trục HMS Redoubt, trong thành phần hộ tống cho một đoàn tàu chuyển quân Đồng Minh, đánh chìm chỉ trong vòng vài ngày.
Graph khởi hành từ Lerwick vào ngày 24 tháng 12 cho chuyến tuần tra thứ ba, phối hợp cùng ba tàu ngầm Anh khác hoạt động tại vùng biển ngoài khơi Na Uy tại khu vực Altafjord. Lúc 01 giờ 00 ngày 1 tháng 1, 1943, tại tọa độ 70°51′B 21°56′Đ / 70,85°B 21,933°Đ, nó bắt gặp tàu tuần dương hạng nậng Admiral Hipper, vốn đang quay trở về căn cứ sau khi tấn công bất thành Đoàn tàu JW-51B (được biết đến như là trận chiến biển Barents). Tuy nhiên Hipper ở khoảng cách xa và di chuyển nhanh đến mức Graph không bắt kịp. Đến 04 giờ 23 phút, Graph phát hiện hai tàu khu trục Đức đang di chuyển tốc độ chậm, nên tiếp cận đến khoảng cách 7.000 yd (6.400 m) và phóng một loạt bốn quả ngư lôi tấn công. Nó nghe thấy các tiếng nổ, nên tin rằng đã đánh trúng mục tiêu và có thể đã đánh chìm một tàu đối phương, tuy nhiên loạt ngư lôi đã trượt mục tiêu. Graph quay trở về Lerwick vào ngày 13 tháng 1
Graph không thực hiện chuyến tuần tra chiến đấu nào khác, và chuyển sang nhiệm vụ huấn luyện dưới quyền chỉ huy của hạm trưởng mới, Đại úy D. Swanston. Đại úy Peter Barnsley Marriott được điều sang chỉ huy tàu ngầm HMS Stoic, và sau khi chiến tranh kết thúc Marriott lại chỉ huy một tàu ngầm U-boat khác đã đầu hàng, chiếc U-776.

#### Xuất biên chế
Graph được đưa về thành phần dự bị do đã chịu nhiều hư hại và không có phụ tùng thay thế, ngoài ra dàn ắc-quy và động cơ diesel MAN có tuổi thọ ngắn. Tàu ngầm Đức yêu cầu phải thay ắc-quy hàng năm trong khi ắc-quy trên tàu Anh có thể tồn tại cho đến hết quãng đời hoạt động của con tàu. Graph được cho xuất biên chế vào ngày 21 tháng 6, 1943, và tiếp tục được sử dụng như mục tiêu thực hành mìn sâu để xác định hiệu quả phá hủy cấu trúc tàu. Sau khi sống sót qua các thử nghiệm này, Graph được kéo từ Xưởng tàu Chatham đến sông Clyde để tháo dỡ. Tuy nhiên trên đường đi vào ngày 20 tháng 3, 1944, một cơn giông trong hoàn cảnh thời tiết xấu đã khiến dây cáp kéo bị đứt và chiếc tàu ngầm bị mắc cạn ở vị trí gần Coul Point, bên bờ phía Tây của Islay, Scotland, tại tọa độ 55°48′6″B 6°28′30″T / 55,80167°B 6,475°T, và bị bỏ không tại đây.
Xác tàu được tháo dỡ một phần và trục vớt vào năm 1961. Đến năm 1966, thợ lặn khảo cổ Keith Jessop tháo dỡ một số hiện vật mà không được phép của chủ sở hữu xác tàu, nên chịu án phạt của tòa án. Vào năm 1970, một phần còn lại của Graph vẫn nhìn thấy được khi thủy triều thấp trên bãi đá gần bãi biển Saligo.Hiện nay phần còn lại của xác tàu nằm ở độ sâu 5 m (20 ft) và là một địa điểm lặn được ưa chuộng.